# Chilenische Billie-Jean-King-Cup-Mannschaft
|                                                |
| Teilnahmen der chilenischen Fed-Cup-Mannschaft |

Die chilenische Billie-Jean-King-Cup-Mannschaft ist die Tennisnationalmannschaft von Chile, die im Billie Jean King Cup eingesetzt wird. Der Billie Jean King Cup (bis 1995 Federation Cup, 1996 bis 2020 Fed Cup) ist der wichtigste Wettbewerb für Nationalmannschaften im Damentennis, analog dem Davis Cup bei den Herren.

## Geschichte
Erstmals am Billie Jean King Cup teilgenommen hat Chile im Jahr 1968. Der bislang größte Erfolg des Teams war das Erreichen der Play-offs zur Weltgruppe II 1996.

## Teamchefs (unvollständig)
- Carlos Marchant, 2010
- Paolo Massaro, 2011
- Alejandro Rossi, 2012
- Guillermo Gómez, 2013
- Belus PrajouxX, 2014–2016
- Belén Ludueña, seit 2017

## Bekannte Spielerinnen der Mannschaft
- Andrea Koch Benvenuto
- Fernanda Brito
- Paula Cabezas
- Bárbara Castro
- Cecilia Costa Melgar
- Bárbara Gatica
- Alexa Guarachi
- Daniela López
- Ivania Martinich
- Daniela Seguel